# Christina Pinnow
Christina Pinnow (Potsdam, RDA, 8 de julio de 1967) es una deportista alemana que compitió para la RDA en vela en la clase 470.
Ganó dos medallas en el Campeonato Mundial de 470, plata en 1990 y bronce en 1994, y tres medallas en el Campeonato Europeo de 470 entre los años 1988 y 1996. Participó en los Juegos Olímpicos de Barcelona 1992, ocupando el octavo lugar en la clase 470.

## Palmarés internacional
| \| Representando a la RDA \| \| \| \| \| Campeonato Mundial \| \| \| \| \| Año \| Lugar \| Medalla \| Clase \| \| 1990 \| Medemblik (Países Bajos) \| Medalla de plata \| 470 \| \| Campeonato Europeo \| \| \| \| \| Año \| Lugar \| Medalla \| Clase \| \| 1988 \| Quiberon (Francia) \| Medalla de bronce \| 470 \| \| 1989 \| Balatonfüred (Hungría) \| Medalla de oro \| 470 \| \| Representando a Alemania \| \| \| \| \| Campeonato Mundial \| \| \| \| \| Año \| Lugar \| Medalla \| Clase \| \| 1994 \| Helsinki (Finlandia) \| Medalla de bronce \| 470 \| \| Campeonato Europeo \| \| \| \| \| Año \| Lugar \| Medalla \| Clase \| \| 1996 \| Isla Haying (Reino Unido) \| Medalla de bronce \| 470 \| |                           |                   |       |
| Representando a la RDA |                           |                   |       |
| Campeonato Mundial |                           |                   |       |
| Año | Lugar                     | Medalla           | Clase |
| 1990 | Medemblik (Países Bajos)  | Medalla de plata  | 470   |
| Campeonato Europeo |                           |                   |       |
| Año | Lugar                     | Medalla           | Clase |
| 1988 | Quiberon (Francia)        | Medalla de bronce | 470   |
| 1989 | Balatonfüred (Hungría)    | Medalla de oro    | 470   |
| Representando a Alemania |                           |                   |       |
| Campeonato Mundial |                           |                   |       |
| Año | Lugar                     | Medalla           | Clase |
| 1994 | Helsinki (Finlandia)      | Medalla de bronce | 470   |
| Campeonato Europeo |                           |                   |       |
| Año | Lugar                     | Medalla           | Clase |
| 1996 | Isla Haying (Reino Unido) | Medalla de bronce | 470   |